# Емил Капудалиев
Емил Янакиев Капудалиев е български актьор, режисьор и политик.

## Биография
Роден е на 24 юли 1941 г. във Варна. Завършва гимназия във Варна през 1959 г. През 1967 г. завършва актьорско майсторство във ВИТИЗ „Кръстьо Сарафов“. През 1977 г. завършва българска филология в Софийския университет. Играе на сцените на театрите във Видин и Варна. В периода 1969 – 1991 г. е режисьор в Българската национална телевизия. През 1989 г. става член на Радикалдемократическата партия, част от Съюза на демократичните сили. До 1990 г. е координатор на Радикалдемократическата партия, а от 1991 до 1993 г. е член на нейния изпълнителен комитет. През 1989 г. става един от основателите на Съюза на българските телевизионни работници и впоследствие става председател. Депутат е от Видин в XXXVI и XXXVII народно събрание.

## Телевизионен театър

### Като режисьор
- „Учителят“ (1989) (от Ст. Л. Костов)

## Филмография
- Дядо Божиловата надежда (1978)
- Мъничък свят (1983)
- Дядо Йоцо гледа (1984)
- Под манастирската лоза (1985)
- Новото пристанище (1989)